# Epoca de gheață: Crăciunul Mamutului

Manny, Ellie, Diego, Crash, Eddie și Peaches trebuie să salveze Crăciunul

Epoca de gheață: Crăciunul Mamutului (titlu original Ice Age: A Mammoth Christmas) este o animație de 26 minute care a avut premiera pe canalul TV FOX pe 24 noiembrie 2011 și a fost produsă pentru Blu-ray și DVD pe 26 noiembrie 2011. Filmul este regizat de Karen Disher și vocile sunt interpretate de aceași actori din seria Ice Age: Ray Romano, John Leguizamo, Queen Latifah, Denis Leary, Josh Peck, Seann William Scott și Chris Wedge. În distribuție mai apar Billy Gardell în rolul lui Moș Crăciun, Ciara Bravo în rolul lui Peaches,  T.J. Miller în rolul lui Prancer și Judah Friedlander ca Head Mini-sloth. În limba română renumite actriță Magda Catone este vocea lui Buni.

## Prezentare
În mijlocul pregătirilor pentru sărbători, din greșeală Sid distruge decorațiunea favorită a lui Manny: o piatră. Sid, convins de Manny că se află pe lista celor obraznici a lui Moș Crăciun, pleacă spre Polul Nord împreună cu Crash, Eddie și Peaches pentru a-l convinge pe Moș Crăciun că a fost cuminte. Pe drum întâlnesc un ren zburător. Când ajunge la Polul Nord și după ce trec de gărzile moșului, Sid și însoțitorii săi distrug atelierul de jucării al Moșului. Când Manny, Ellie și Diego descoperă că Peaches e dispărut, merg după aceștia la Polul Nord și împreună trebuie să salveze Crăciunul. 